# Diègue Mandosse
 (septembre 2019).
- Si vous ne connaissez pas le sujet, laissez ce bandeau (vous pouvez alors contacter les auteurs).
- Si vous supprimez le contenu mis en cause (vous pouvez préalablement contacter les auteurs),

argumentez précisément cette suppression dans la page de discussion
(un manque de référence n'est pas un argument ; une recherche réelle de référence doit avoir été effectuée, être formellement documentée).
Diego de Mendoza

## Biographie
Dom Diègue de Mandosse est un Premier maître d'Hôtel de François Ier puis d'Henri II, ambassadeur du roi auprès des Suisses et des Grisons, Colonel Général des Suisses, fils de Juan de Mendoza et d'Anne de Beaumont Aragon. D’origine espagnole, ses contemporains le connaissaient sous le nom de Dom Diego de Mendoza, Diegue de Mandosse, Diegue Mandosse, Diegue de Mendosse, Jacques de Mandosse mais il était surtout connu comme « Mandosse » l’homme qui avait soutenu le roi François 1er pendant sa captivité en Espagne.
Lors de son premier mariage, Mandosse reçut de François Ier l'usufruit de l’hôtel de Bourgogne à Paris. Celui-ci est encore aujourd’hui connu des Parisiens sous le nom d’hôtel de Mandosse où de la tour Jean-sans-Peur au 20, rue Étienne-Marcel (II).
Pierre Duchatel, évêque de Macon, prononça l’oraison funèbre de François Ier et affirma à cette occasion que l’âme du feu roi irait tout droit au paradis. La Sorbonne y voit alors une hérésie et veut faire le procès de l’évêque (!). Mandosse reçoit les députés et après un bon repas bien arrosé leur dit « si vous aviez connu aussi bien que moi le feu roi vous auriez compris que le feu roi ne pouvait s’arrêter nulle part ». Tout le monde rit et le procès prit fin.
Montmorency étant disgracié, Mandosse occupe alors la charge de Grand Maître de France au décès de François Ier en 1547. C’est donc à lui que revint la charge d’annoncer à la cour de France le décès de François Ier et l’avènement d’Henri II.
L’épitaphe de sa sépulture qui se trouvait en l’église Saint-Leu-Saint-Gilles à Paris mentionnait : « Ci-gît noble homme puissant Diegue de Mendosse en son vivant seigneur de la Queue, Chevalier de l’ordre du Roi, son premier maître d’Hôtel et premier écuyer de la Reine Éléonore d’Autriche, lequel mourut en sa 63eme année en la ville de Spa aux bains dans le pays de Liège, et fut son corps apporté, après sa mort en l’an 1546 le 3 mars».

## Vie familiale
Dom Diegue de Mandosse fils de Juan de Mendoza (né vers 1470 et décédé en 1523) et de Ana de Beaumont, dame d’honneur d’Éléonore de Habsbourg. Par son père, il est le petit-fils du Cardinal de Mendoza (3/5/1428-11/01/1495). Il décède le 3 mars 1546 puis est inhumé à Paris en l’église Saint-Leu-Saint-Gilles. Marié le 27 décembre 1550 à Paris avec Agnès de La Motte, dame de la Guette et de Bullion. En secondes noces, il épouse le 25 mai 1562 Marguerite Cauchon, dame de La Guette et de Sapigneuil, décédée après le 22 janvier 1568 à Paris et inhumée au cimetière des Innocents. De cette union naîtra une fille, Louise de Mandosse.

## Armes
Blason : Écartelé en sautoir, le chef et la pointe de sinople, à une bande d'or, chargée d'une cotice de gueules et le flanc dextre d'or chargé en orles des mots AVE MARIA, écrits en lettres d'azur couchées le long du flanc de l'écu, et commençant par l'angle de la pointe, le flanc senestre aussi d'or chargé des mots GRATIA PLENA, écrits de même en lettre d'azur, et couchée le long du flanc de l'écu, et commençant par l'angle du chef.

## Demeures
Au 20 rue Étienne-Marcel, se trouve le plus vieux bâtiment d'architecture militaire intact de Paris. En récompense de ses services rendus pendant sa captivité en Espagne, François 1er offrit à Diègue de Mandosse la partie orientale du domaine incluant la tour Jean sans Peur, désormais appelée hôtel de Mandosse ou tour Jean-sans-Peur.

## Sources
- Gallica: collection Gaignières
- Deux sermons funèbres prononcés aux obsèques de François Premier de ce nom par Pierre du Chastel », Pascale Chiron, Droz 1999
- Le Roi ne meurt jamais: les obsèques royales dans la France de la Renaissance », Ralph E. Giesey, Flammarion 1987
- Conflans près Paris », P. Hartmann, 1909
- - Love, Religion and Politics in Fifteenth Century Spain & Histoire de la Réunion de la Navarre à la Castille
- Insinuations du Châtelet, donation des 22 ii 1542 & 2 mai 1553
- BNF, manuscrit français 4752